# Piekary (gmina w województwie warszawskim)
Piekary (od 1973 Mszczonów) – dawna gmina wiejska istniejąca do 1954 roku w woj. warszawskim. Siedzibą władz gminy były Piekary.
W okresie międzywojennym gmina Piekary należała do powiatu błońskiego w woj. warszawskim. Po wojnie gmina zachowała przynależność administracyjną. 12 marca 1948 roku zmieniono nazwę powiatu błońskiego na grodziskomazowiecki.
Według stanu z 1 lipca 1952 gmina Piekary składała się z 39 gromad. Gminę zniesiono 29 września 1954 roku wraz z reformą wprowadzającą gromady w miejsce gmin. Jednostki nie przywrócono 1 stycznia 1973 roku po reaktywowaniu gmin, utworzono natomiast jej terytorialny odpowiednik, gminę Mszczonów.